# Rhinolophus yunanensis
Rhinolophus yunanensis (Dobson, 1872) è un Pipistrello della famiglia dei Rinolofidi diffuso nel Subcontinente indiano e nell'Ecozona orientale.

## Descrizione

### Dimensioni
Pipistrello di medie dimensioni, con la lunghezza della testa e del corpo tra 60,5 e 68 mm, la lunghezza dell'avambraccio tra 51,5 e 64 mm, la lunghezza della coda tra 21,5 e 26 mm, la lunghezza del piede tra 12,5 e 14 mm, la lunghezza delle orecchie tra 23,5 e 32 mm e un peso fino a 22 g.

### Aspetto
La pelliccia è lunga, densa e lanosa. Le parti dorsali possono essere marroni chiare o bruno-grigiastre scure mentre le parti ventrali sono più chiare. Le orecchie sono grandi, con l'antitrago separato dal margine esterno da un'incisione profonda ed angolata. La foglia nasale presenta una lancetta lunga, triangolare e con i bordi diritti, un processo connettivo con il profilo arcuato, una sella larga alla base, più stretta al centro e con l'estremità affusolata. La porzione anteriore è larga, copre interamente il muso ed ha un incavo centrale profondo alla base. Il labbro inferiore ha un solo solco longitudinale. La coda è lunga ed inclusa completamente nell'ampio uropatagio. Il primo premolare superiore è grande e situato lungo la linea alveolare.

### Ecolocazione
Emette ultrasuoni ad alto ciclo di lavoro con impulsi a frequenza costante di 51–53 kHz in Thailandia e 48 kHz in Cina.

## Biologia

### Comportamento
Si rifugia all'interno di grotte calcaree, tra canne di bambù e nei tetti di capanne di paglia.

### Alimentazione
Si nutre di insetti.

## Distribuzione e habitat
Questa specie è diffusa negli stati indiani settentrionali dell'Arunachal Pradesh e Mizoram, nella provincia cinese meridionale dello Yunnan, nel Myanmar orientale e nella Thailandia nord-occidentale e sud-orientale.
Vive nei boschi di bambù all'interno di dense foreste collinari tra 600 e 1.300 metri di altitudine.

## Conservazione
La IUCN Red List, considerato il vasto areale, la popolazione presumibilmente numerosa e la presenza in diverse aree protette, classifica R.yunanensis come specie a rischio minimo (Least Concern)).